# Shahri Buzurg (district)
Shahri Buzurg est un district de la province de Badakhshan en Afghanistan. Sa population est estimée à 42 000 habitants.